# Поттер, Хейно Иоганович
Хейно Иоганович Поттер (13 апреля 1929, Вильянди, Эстония — 22 мая 2007, Санкт-Петербург, Россия) — советский и российский астроном.

## Биография
В 1946 окончил с золотой медалью Таллиннскую Кесклиннаскую Русскую Гимназию, после чего окончил математико-механический факультет ЛГУ. Будучи студентом университета, стал чемпионом СССР в беге на 400 метров, принимал участие в составе сборной СССР в летней Олимпиаде 1952 года в Хельсинки.
Работал в Пулковской обсерватории с 1954 года.
Известен своими работами в области астрометрии, селенодезии, определения фундаментальных постоянных. Открыл один астероид. В 1967 году совместно с Н. Г. Ризвановым организовал Ордубадскую экспедицию ГАО РАН, положившую начало Батабатской астрофизической обсерватории Нахичеванского отделения НАН Азербайджана. Работал на Астрономической станции Серро-Эль-Робле в Чили. С 1972 по 1989 год — заведующий отделом фотографической астрометрии и звёздной астрономии Пулковской обсерватории (в 1985 году отдел был преобразован в лабораторию фотографической астрометрии в рамках Отдела позиционной астрономии).
В 1983 году руководил экспедицией ГАО РАН в Боливийскую национальную обсерваторию в Тарихе.
Умер 22 мая 2007 года. Похоронен на кладбище астрономов в Пулково (под Санкт-Петербургом).
В его честь назван астероид № 7320.